# Olympische Jugend-Winterspiele 2024/Teilnehmer (Niederlande)
| Gelbes Symbol für Goldmedaillen mit stilisierten Olympischen Ringen | Graues Symbol für Silbermedaillen mit stilisierten Olympischen Ringen | Braundes Symbol für Bronzemedaillen mit stilisierten Olympischen Ringen |
| ------------------------------------------------------------------- | --------------------------------------------------------------------- | ----------------------------------------------------------------------- |
| 3                                                                   | 1                                                                     | 1                                                                       |

Die Niederlande nahm mit 28 Athleten (21 Frauen, 7 Männer) an den Olympischen Jugend-Winterspielen 2024 in der südkoreanischen Provinz Gangwon teil.

## Medaillen

### Medaillenspiegel
| Rang   | Sportart       | Gold | Silber | Bronze | Gesamt |
| ------ | -------------- | ---- | ------ | ------ | ------ |
| 1      | Eisschnelllauf | 3    | 1      | 1      | 5      |
| Gesamt | Gesamt         | 3    | 1      | 1      | 5      |

### Medaillengewinner
| Name/n                   | Sportart       | Wettkampf     |
| ------------------------ | -------------- | ------------- |
| Gold                     |                |               |
| Angel Daleman            | Eisschnelllauf | 500 m         |
| Angel Daleman            | Eisschnelllauf | 1500 m        |
| Angel Daleman            | Eisschnelllauf | Massenstart   |
| Silber                   |                |               |
| Jasmijn Veenhuis         | Eisschnelllauf | Massenstart   |
| Bronze                   |                |               |
| Sem Spruit Angel Daleman | Eisschnelllauf | Mixed Staffel |

## Teilnehmer nach Sportart

### Eishockey
| Wettbewerb             | 3×3 Frauen |
| ---------------------- | --- |
| Athleten               | Kistrel den Boerden Eva Bout Janne Breek Ruth Eldering Noa Frank Daylin den Hartog Lara Kluijtmans Livvy lammers Vera Luitwieler Beer van Oosterhout Felien van der Sluis Evy Stoltenborg Zoë Tettero Isabella Treffers Harper Winkler |
| Vorrunde               | Australien (1:6) Mexiko (2:9) Türkei (2:11) China (0:17) Ungarn (0:33) Italien (0:27) Südkorea (0:16) |
| Halbfinale             | ausgeschieden |
| Finale/Spiel um Bronze | ausgeschieden |
| Rang                   | 8 |

### Eisschnelllauf
| Athleten          | Wettbewerb | Zeit         | Rang |
| ----------------- | ---------- | ------------ | ---- |
| Frauen            |            |              |      |
| Angel Daleman     | 500 m      | 39,28 s      | Gold |
| Angel Daleman     | 1500 m     | 2:02,90 min  | Gold |
| Jasmijn Veenhuis  | 500 m      | 41,49 s      | 12   |
| Jasmijn Veenhuis  | 1500 m     | 2:07,33 min  | 08   |
| Männer            |            |              |      |
| Geophrey Coenraad | 500 m      | 37,29 s      | 06   |
| Geophrey Coenraad | 1500 m     | 1:56,40 min  | 12   |
| Sem Spruit        | 500 m      | 1:12,23 min  | 31   |
| Sem Spruit        | 1500 m     | 1:54,894 min | 07   |

| Athleten                 | Wettbewerb  | Halbfinale  | Halbfinale | Finale      | Finale |
| Athleten                 | Wettbewerb  | Zeit        | Rang       | Zeit        | Rang   |
| ------------------------ | ----------- | ----------- | ---------- | ----------- | ------ |
| Frauen                   |             |             |            |             |        |
| Angel Daleman            | Massenstart | 5:58,44 min | 1          | 5:54,22 min | Gold   |
| Jasmijn Veenhuis         | Massenstart | 6:23,54 min | 1          | 5:54,38 min | Silber |
| Männer                   |             |             |            |             |        |
| Geophrey Coenraad        | Massenstart | 5:31,27 min | 3          | 5:31,96 min | 13     |
| Sem Spruit               | Massenstart | 6:28,94 min | 13         | 5:31,74 min | 6      |
| Mixed                    |             |             |            |             |        |
| Sem Spruit Angel Daleman | Staffel     | 3:07,64 min | 1          | 3:12,10 min | Bronze |

### Rennrodeln
| Athleten       | Wettbewerb | Lauf 1   | Lauf 1 | Lauf 2   | Lauf 2 | Gesamt       | Gesamt |
| Athleten       | Wettbewerb | Zeit     | Rang   | Zeit     | Rang   | Zeit         | Rang   |
| -------------- | ---------- | -------- | ------ | -------- | ------ | ------------ | ------ |
| Männer         |            |          |        |          |        |              |        |
| Mees van Buren | Einsitzer  | 50,177 s | 22     | 49,547 s | 21     | 1:39,724 min | 22     |

### Shorttrack
| Athleten                                              | Wettbewerb | Vorläufe     | Vorläufe | Viertelfinale | Viertelfinale | Halbfinale    | Halbfinale    | Finale A/B             | Finale A/B    | Rang |
| Athleten                                              | Wettbewerb | Zeit         | Rang     | Zeit          | Rang          | Zeit          | Rang          | Zeit                   | Rang          | Rang |
| ----------------------------------------------------- | ---------- | ------------ | -------- | ------------- | ------------- | ------------- | ------------- | ---------------------- | ------------- | ---- |
| Frauen                                                |            |              |          |               |               |               |               |                        |               |      |
| Angel Daleman                                         | 500 m      | 44,658 s     | 1        | 44,565 s      | 1             | 1:18,211 min  | 5             | B-Finale: DNS          | B-Finale: DNS | 10   |
| Angel Daleman                                         | 1000 m     | 1:36,804 min | 1        | 1:33,625 min  | 2             | 1:53,033 min  | 5             | A-Finale: PEN          | A-Finale: PEN | 5    |
| Angel Daleman                                         | 1500 m     | —            | —        | 2:24,088 min  | 2             | 2:27,134 min  | 3             | 3:12,937 min           | 7             | 14   |
| Birgit Radt                                           | 500 m      | 46,143 s     | 2        | 45,101 s      | 4             | ausgeschieden | ausgeschieden | ausgeschieden          | ausgeschieden | 14   |
| Birgit Radt                                           | 1000 m     | 1:38,369 min | 3        | ausgeschieden | ausgeschieden | ausgeschieden | ausgeschieden | ausgeschieden          | ausgeschieden | 21   |
| Birgit Radt                                           | 1500 m     | —            | —        | PEN           | PEN           | ausgeschieden | ausgeschieden | ausgeschieden          | ausgeschieden | PEN  |
| Männer                                                |            |              |          |               |               |               |               |                        |               |      |
| Jonas de Jong                                         | 500 m      | 1:14,759 min | 4        | ausgeschieden | ausgeschieden | ausgeschieden | ausgeschieden | ausgeschieden          | ausgeschieden | 34   |
| Jonas de Jong                                         | 1000 m     | 1:35,691 min | 3        | ausgeschieden | ausgeschieden | ausgeschieden | ausgeschieden | ausgeschieden          | ausgeschieden | 25   |
| Jonas de Jong                                         | 1500 m     | —            | —        | 2:31,604 min  | 4             | ausgeschieden | ausgeschieden | ausgeschieden          | ausgeschieden | 23   |
| Nick Endeveld                                         | 500 m      | 44,542 s     | 3        | ausgeschieden | ausgeschieden | ausgeschieden | ausgeschieden | ausgeschieden          | ausgeschieden | 25   |
| Nick Endeveld                                         | 1000 m     | 1:49,769 min | 2        | 1:30,151 min  | 5             | ausgeschieden | ausgeschieden | ausgeschieden          | ausgeschieden | 19   |
| Nick Endeveld                                         | 1500 m     | —            | —        | 3:08,202 min  | 5             | ausgeschieden | ausgeschieden | ausgeschieden          | ausgeschieden | 30   |
| Mixed                                                 |            |              |          |               |               |               |               |                        |               |      |
| Angel Daleman Birgit Radt Jonas de Jong Nick Endeveld | Staffel    | —            | —        | —             | —             | 2:58,684 min  | 3             | B-Finale: 2:47,593 min | 2             | 6    |

### Skeleton
| Athleten        | Lauf 1  | Lauf 1 | Lauf 2  | Lauf 2 | Gesamt      | Gesamt |
| Athleten        | Zeit    | Rang   | Zeit    | Rang   | Zeit        | Rang   |
| --------------- | ------- | ------ | ------- | ------ | ----------- | ------ |
| Frauen          |         |        |         |        |             |        |
| Florijn de Haas | 59,74 s | 16     | 57,75 s | 15     | 1:57,49 min | 17     |
| Männer          |         |        |         |        |             |        |
| Sander de Haan  | 54,51 s | 9      | 54,74 s | 10     | 1:49,25 min | 9      |
| Felix de Wit    | 55,63 s | 14     | 54,42 s | 8      | 1:50,05 min | 11     |

### Snowboard
| Athleten       | Wettbewerbe    | Vorrunde | Halbfinale    | Finale/Kleines Finale | Rang |
| Athleten       | Wettbewerbe    | Rang     | Rang          | Rang                  | Rang |
| -------------- | -------------- | -------- | ------------- | --------------------- | ---- |
| Frauen         |                |          |               |                       |      |
| Guusje de Booy | Snowboardcross | 5        | ausgeschieden | ausgeschieden         | 10   |

| Athleten         | Wettbewerb | Qualifikation | Qualifikation | Finale        | Finale        | Rang |
| Athleten         | Wettbewerb | Punkte        | Rang          | Punkte        | Rang          | Rang |
| ---------------- | ---------- | ------------- | ------------- | ------------- | ------------- | ---- |
| Frauen           |            |               |               |               |               |      |
| Katja Dutu       | Slopestyle | 60,50         | 8             | 75,25         | 6             | 6    |
| Katja Dutu       | Big Air    | 74,50         | 7             | 144,25        | 7             | 7    |
| Sam van Lieshout | Slopestyle | 46,25         | 10            | 71,25         | 7             | 7    |
| Sam van Lieshout | Big Air    | 61,75         | 12            | ausgeschieden | ausgeschieden | 12   |